# Neminem Vestrum
Neminem Vestrum  è una enciclica di papa Pio IX, pubblicata il 2 febbraio 1854, e scritta all'Episcopato dell'Armenia. Il Pontefice esprime grande amore per la Nazione Cattolica Armena dove, nonostante i provvedimenti adottati dalla Santa Sede, si sono manifestate preoccupanti discordie. Pertanto, Pio IX condanna la diffusione di scritti polemici in lingua volgare redatti dalle parti in lotta ed invita a superare i motivi di divisione, affinché si ristabiliscano condizioni di pace e di comprensione.